# No s'accepten devolucions
No s'accepten devolucions (títol original en castellà: No se aceptan devoluciones) és una pel·lícula mexicana de comèdia dramàtica protagonitzada, coescrita i dirigida per l'actor i comediant mexicà Eugenio Derbez. S'ha doblat al català.
Amb un pressupost baix de 5 milions de dòlars, la pel·lícula ha aconseguit recaptar $99,067,206 dòlars ($1,273,881,370 pesos mexicans) convertint-se en la primera pel·lícula mexicana a arribar als mil milions de pesos mexicans a nivell mundial, catalogant-se com la pel·lícula mexicana més taquillera de la història per dalt de Nosotros los Nobles (producció mexicana realitzada pel director mexicà Gary Alazraki).

## Argument
Valentín Bravo és un home al qual des de nen se li ha imposat viure la vida al límit pel seu pare, un fanàtic de les emocions extremes i clavadista de penya-segats d'Acapulco anomenat Juan "Johnny" Bravo. Ell mai va entendre per què li intentava fer encarar les seves pitjors pors, els quals constantment veu aparèixer personificats com a llops quan alguna situació requereix ser enfrontada i no desitja fer-ho; finalment les exigències del seu pare acaben aclaparant-lo i generant una fallida on Valentín s'allunya i rebutja tot el que aquest li va ensenyar. Vint-i-cinc anys més tard no ha superat les seves pors grans ni petites, sent especialment temorós dels compromisos sentimentals i les responsabilitats d'un adult.
Valentín és un faldiller que constantment porta dones diferents al seu apartament de solter en Acapulco, una d'elles és una turista nord-americana anomenada Julie Weston a qui com ho ha fet amb moltes altres li jura amor etern per a aconseguir que accepti ficar-se al llit amb ell. Vint mesos després, Julie arriba amb una sorpresa que no esperava: és pare i, fingint que pagarà el taxi, li encarrega la bebè i abandona a la seva filla amb Valentín.
Decidit a retornar a la seva filla Maggie, la bebè, a la seva mare en Los Angeles. Gràcies a una foto descobreix que ella treballava com a professora d'aeròbica en un hotel, per la qual cosa travessa il·legalment la frontera i arriba al lloc. Allí els treballadors li expliquen que ella va ser acomiadada en descobrir-se que portava gent a la suite per a tenir sexe. No obstant això, com Valentín no comprèn l'anglès, erròniament pensa que li diuen que ella està en aquest quart pel que deixa a Maggie prop de la piscina de l'hotel i puja a buscar-la. Així coneix a Frank, un director de cinema que busca un doble de risc per les seves pel·lícules. Quan Maggie cau a la piscina, Valentín, malgrat la por, es llança des del balcó de l'últim pis per rescatar-la. En veure això, Frank li ofereix el treball per poder mantenir a Maggie, ja que no pot tornar a Mèxic amb ella. Valentín, qui ha comprès en veure a la bebè en perill, que la vol i desitja cuidar-la, accepta aquest treball.
Set anys més tard, Valentín és un prestigiós doble que guanya fins a 10.000 dòlars per dia, gràcies a la qual cosa cuida a la seva filla amb luxes; això a pesar que fins i tot és un covard que s'aterreix davant el perill, però això passa sempre a segon pla davant la por de decebre a la seva filla, qui el veu com un home valent i imparable. Un dia, en el que fa creure a Maggie que és una revisió mèdica de rutina en la clínica, el doctor l'examina i injecta i després de fer sortir a la nena li explica que algun tractament que estaven duent a terme no va funcionar i que li queda poc temps de vida. Valentín, espantat, decideix aprofitar el temps al costat de la seva filla Maggie.
La versió que Maggie coneix sobre els seus pares és que anteriorment van estar casats però es van divorciar i Julie s'ha dedicat a viatjar pel món vivint aventures, coneixent personalitats i duent a terme missions per a protegir la pau; per a mantenir la il·lusió de la nena cada setmana Valentín li escriu una carta fingint ser Julie on li conta el que ha fet i diu quant l'estima al costat de fotomuntatges realitzats sobre l'única fotografia que posseeixen d'ella, on la mostren en grans aventures. Tanmateix, això afecta la seva relació amb altres nens, que es burlen d'ella per les històries inversemblants que conta sobre la seva mare i per dir que és neta de Johnny Bravo. Davant això Valentín amb ajuda de Frank, qui amb els anys s'ha convertit en el seu millor amic, decideix contractar una actriu perquè es faci passar per Julie, no obstant això, la mare de Maggie apareix sobtadament i es troba amb la nena.
Julie decideix quedar-se alguns dies a Los Angeles al costat de Maggie, naixent ràpidament un gran afecte per la seva filla. Valentín també sent alguns sentiments despertar en el seu interior cap a Julie, però tot això es tira per terra quan ella revela que desitja presentar-los a la seva parella, qui resulta ser una dona anomenada Renée. De totes maneres i sabent la imatge que Valentín ha construït sobre la seva mare per a Maggie, Julie no dubte a dir-li a la nena que tot són mentides inventades pel seu pare, encara que Valentín aconsegueix evitar que li reveli que l'havia abandonat, de totes maneres, això produeix una fractura en la seva relació amb Maggie, qui veu al seu pare ara com un mentider. Als pocs dies Julie s'acomiada ja que han de tornar a Nova York, prometent tornar en pocs dies i visitar-la de manera regular; no obstant això poc després Valentín rep una notificació on ho ha demandat per a obtenir la custòdia total de Maggie.
A pesar que després de veure la relació de Valentín amb Maggie, Julie té clar que és un pare amorós i protector no té objeccions a assenyalar com falencias la incapacitat d'ell per a parlar anglès i el fet que treballi com a doble, posant l'accent que comparat amb això, el fet que ella l'abandonés és insignificant, al mateix temps, Renée i el seu advocat enalteixen la seva imatge mostrant-la com una dona valerosa que va superar les seves addiccions i la mala vida per a estudiar i convertir-se en advocada. Valentín, decidit a no perdre a la seva filla, renúncia a la seva carrera i cerca un treball més segur; Frank, única persona que coneix el secret, insisteix que si revela el diagnòstic del metge el jutge no s'atrevirà a separar-los, però el pare és inflexible respecte a mai revelar-lo. El dia del judici a pesar que molts amics atesten al seu favor, s'expressen, sense intenció, de manera que ho fa semblar inepte o negligent el jutge, després de sentir a Valentín declarar, dictamina que la custòdia de Maggie li pertany ja que ha demostrat no sols que és capaç de saltar d'un edifici pel seu bé, sinó també a renunciar a continuar fent-ho, per la qual cosa Julie perd la custòdia de la nena.
Davant això la mare de la nena revela que Valentín no és realment el pare biològic, simplement és algú a qui va decidir enganyar per desfer-se d'ella i amb una prova de paternitat obté la custòdia. Valentín i Maggie decideixen escapar a Acapulco, on ell li promet que per fi podrà conèixer al seu avi de qui ha sentit tantes històries i amb qui ell desitja reconciliar-se; però una vegada allí s'assabenten que Johnny va morir fa temps, fent que el seu fill reconegui que des que Maggie va arribar a la seva vida va comprendre els motius després de la manera d'actuar del seu pare i el molt que lamenta mai haver pogut fer les paus amb ell.
Julie intenta obtenir informació sobre el parador de la seva filla amenaçant Frank i aquest acaba revelant la veritat sobre el diagnòstic. Julie arriba a Acapulco i es reuneix amb Valentín i Maggie demostrant que després d'assabentar-se de la veritat no tenen intencions de continuar el litigi; els tres viuen feliçment com una família les següents dues setmanes, mentre se sent la veu de Valentín explicar com és que el diagnòstic del doctor es referia realment a Maggie, qui tenia una deformació coronària degenerativa que en el millor dels casos la sumiria en un coma permanent i en el pitjor i més probable la mataria en algun moment mentre dormís. Una tarda estant asseguts arran de mar, es confirma el diagnòstic i Maggie mor pacíficament en braços de Valentín mentre observaven el capvespre.
Un any després, Valentín fins i tot viu a Acapulco i parla sobre el canvi de vida que va tenir gràcies a Maggie, els ensenyaments del seu difunt pare i com ha après a enfrontar les seves pors, finalment esmenta que en la seva ment s'imagina que Maggie està en el cel, jugant amb el seu avi qui continua ensenyant-li a ser valent.

## Repartiment
- Eugenio Derbez com Valentín Bravo
- Jessica Lindsey com Julie Weston
- Daniel Raymont com Frank Ryan
- Loreto Peralta com Maggie
- Sammy Pérez com Sammy
- Alessandra Rosaldo com Renée
- Hugo Stiglitz com Juan "Johnny" Bravo
- Arcelia Ramírez com Judeisy
- Agustín Bernal com Lupe
- Karla Souza com Jackie
- Margarita Wynne com Sofía
- Arap Bethke com Advocat de Valentín
- Andrés Vázquez com Valentín Bravo (nen)
- Alejandra Bogue com falsa Julie Travesti
- Rodrigo Massa com Agent del FBI

## Producció
No s'accepten devolucions està protagonitzada, coescrita i dirigida per l'actor còmic mexicà, Eugenio Derbez, mateixa que marca el seu debut en l'àmbit cinematogràfic.
La pel·lícula, filmada en Acapulco i altres localitats en Los Angeles, Califòrnia, compta també amb la participació de Alessandra Rosaldo (esposa de Derbez), Arcelia Ramírez, Hugo Stiglitz, Agustín Bernal i Karla Souza. La música va estar a càrrec de Carlo Siliotto, qui va col·laborar en la pel·lícula mexicana La misma Luna.
Cal esmentar que aquest treball li va prendre al director més de 12 anys a concretar-se.

## Recepció
No s'accepten devolucions ha estat rebuda amb crítiques negatives per part de la crítica professional, ja que la pel·lícula manté una mitjana del 56% en el lloc web de Rotten Tomatoes provinent de 16 ressenyes.
Així mateix, obté una qualificació de 5.5/10 en Metacritic.

### Estats Units
No s'accepten devolucions a ser estrenada el 30 d'agost als Estats Units, aconseguint recaptar més de $39 milions de dòlars, convertint-la en un èxit de taquilla. Durant l'esdeveniment hi van estar presents celebritats de Hollywood com Eva Longoria i Rob Schneider (qui havia treballat prèviament amb l'actor en la sèrie de televisió, Rob!).

### Mèxic
L'òpera prima de Derbez va ser als cinemes mexicans el 20 de setembre, sent presents diversos artistes convidats a l'hora de gaudir el seu premier (que va tenir lloc el 17 de setembre) en la ciutat de Mèxic. Entre els presents van figurar Benny Ibarra, Zoraida Gómez, Omar Chaparro i Erika Buenfil.
La pel·lícula va arribar amb més de mil 500 còpies, al voltant del país, sent aquesta tota una distribució de rècord. Així mateix, durant el seu primer dia d'estrena, va arribar a comptabilitzar prop d'uns 750 mil espectadors i es va convertir alhora en la pel·lícula parlada en castellà més taquillera de la història als Estats Units.
Malgrat l'èxit aconseguit no va ser acceptada per la Acadèmia Mexicana d'Arts i Ciències Cinematogràfiques per a representar a Mèxic en els Premis de l'Acadèmia d'aquest any sent Heli, la pel·lícula inscrita per a aspirar a una nominació al Oscar a la millor pel·lícula de parla no anglesa, candidatura que finalment no va ser obtinguda. Encara que aquesta pel·lícula va aspirar també en solitari als premis Oscar i Goya com a independent.

### Espanya
A Madrid la cinta no va ser ben rebuda ni pel públic ni per la premsa. Un especialista del diari El País es va referir a ella com un fals melodrama, a més de comparar-la amb la pel·lícula Kramer contra Kramer.

### Recaptació
No s'accepten devolucions va recaptar dos milions de dòlars en el seu primer dia d'estrena als Estats Units i va tancar sorprenentment en el quart lloc recaptant $7.8 milions de dòlars malgrat que va ser un estrena limitada a diverses ciutats de l'orbe. En la seva segona setmana, va ampliar la seva estrena a més sales aconseguint recaptar 10.3 milions de dòlars. Al 2 d'octubre, la cinta portava recaptada la quantitat de $39.2 milions de dòlars superant El laberinto del fauno com la cinta en castellà més taquillera de la història i és la quarta cinta estrangera més taquillera de tots els temps als Estats Units.
El 20 de setembre es va estrenar la cinta en Mèxic amb una xifra rècord de $31 milions de pesos per a acumular en el seu primer cap de setmana poc més de $148 milions de pesos. En la seva segona setmana, va aconseguir acumular un total de $328 milions de pesos i trencar el rècord que la producció de Gary Alazraki, Nosotros los Nobles, havia establert aquest mateix any per a convertir-se en la cinta mexicana més taquillera de la història. Al 3 d'octubre, la cinta portava recaptats $407 milions de pesos i era la cinquena cinta més taquillera de l'any.

## Filantropia per a Damnificats a Acapulco
Irònicament, havent estat filmada en Acapulco, dies abans de la seva estrena la pel·lícula es va veure molt afectada pel huracà Manuel, el qual va deixar centenars de damnificats, seriosos danys en moltes estructures i rius desbordats. La cinta va veure momentàniament impedida la seva entrada a la ciutat, per la qual cosa la seva estrena a Acapulco va haver de retardar-se un dia. Després l'empresa cinematogràfica Cinépolis i la producció de la pel·lícula van donar el 100% dels ingressos obtinguts en taquilla el dia 27 de setembre per a mitigar els estralls ocasionats per aquest huracà.

## Versions
Al desembre del 2016, Turquia i França van estrenar les seves adaptacions titulades Sen Benim HerŞeyimsin dirigida pel turc Tolga Örnek i protagonitzada per l'actor Tolga Cevik, i Demain Tout Commence dirigida per Hugo Gélin i protagonitzada per Omar Sy, respectivament. Al maig del 2018, el Brasil va estrenar la seva versió Não Se Aceitam Devoluções dirigida per André Moraes i protagonitzada per Leandro Hassum.

## Premis
Premis Platino
| Any  | Categoria                      | Candidat       | Resultat  |
| ---- | ------------------------------ | -------------- | --------- |
| 2014 | Millor Interpretació Masculina | Eugenio Derbez | Guanyador |

People's Choice
| Any  | Categoria                    | Pel·lícula                | Resultat |
| ---- | ---------------------------- | ------------------------- | -------- |
| 2013 | Millor pel·lícula de comèdia | No s'accepten devolucions | Nominada |

Young Artist Award
| Any  | Premi              | Categoria                                     | Participant(s) | Resultat   | Ref.   |
| ---- | ------------------ | --------------------------------------------- | -------------- | ---------- | ------ |
| 2014 | Premi Young Artist | Premi Young a la millor jove actriu revelació | Loreto Peralta | Guanyadora | [ 10 ] |
| 2014 | Premi Young Artist | Millor jove actriu secundària revelació       | Laura Krystine | Nominada   | [ 10 ] |

Premis ACE
| Any  | Categoria                    | Pel·lícula                | Resultat  |
| ---- | ---------------------------- | ------------------------- | --------- |
| 2014 | Cinema Millor primer treball | No s'accepten devolucions | Guanyador |

| Any  | Categoria                                          | Persona                                                   | Resultat   |
| ---- | -------------------------------------------------- | --------------------------------------------------------- | ---------- |
| 2014 | Millor pel·lícula                                  | Millor pel·lícula                                         | Nominada   |
| 2014 | Diosa de Plata Emilio “Indio” Fernández a director | Eugenio Derbez                                            | Nominat    |
| 2014 | Diosa de Plata a actor                             | Eugenio Derbez                                            | Nominat    |
| 2014 | Revelació Femenina                                 | Alessandra Rosaldo                                        | Nominada   |
| 2014 | Ópera prima                                        | Ópera prima                                               | Guanyadora |
| 2014 | Millor Edició                                      | Carlos Bolado y Santiago Pérez Rocha                      | Nominats   |
| 2014 | Millor Guió                                        | Eugenio Derbez y Guillermo Ríos                           | Nominats   |
| 2014 | Millor Actuación infantil                          | Loreto Peralta                                            | Guanyadora |
| 2014 | Cançó per cinema                                   | "Sueña corazón" Autor e intérprete: Benny Ibarra de Llano | Guanyador  |

Premis Fénix
| Any  | Categori              | Pel·lícula                | Resultat  |
| ---- | --------------------- | ------------------------- | --------- |
| 2014 | Fénix dels Exhibidors | No s'accepten devolucions | Guanyador |